# 針尾雨燕屬
針尾雨燕屬，是雨燕目雨燕科下的一個屬。本屬物種分佈於亞洲，目前下屬4個物種。

## 命名歷史
本屬由英國鳥類學家布賴恩·霍頓·霍奇森於《Journal of the Asiatic Society of Bengal》標示1836年的刊物中描述，但該期刊物的出版時間因亞洲學會當時的財務困難而遭到推遲，因此其實際命名年份為1837年。其模式種指定為（或，霍奇森當時未有明確組合出學名），現為白喉針尾雨燕的亞種之一。其屬名來自於燕屬的學名及雨燕屬的學名。

## 下屬物種
本屬包含以下物種：
- 白喉針尾雨燕 Hirundapus caudacutus (Latham, 1801)
- 灰喉针尾雨燕 Hirundapus cochinchinensis (Oustalet, 1878)
- 褐喉針尾雨燕 Hirundapus giganteus (Temminck, 1825)
- 紫針尾雨燕 Hirundapus celebensis (Sclater, PL, 1866)

## 外部連結
- 维基共享资源上的相關多媒體資源：針尾雨燕屬
- 維基物種上的相關：針尾雨燕屬